# Gare de Fontaines – Mercurey
Gare de Fontaines - Mercurey – przystanek kolejowy w Fontaines, w departamencie Saona i Loara, w regionie Burgundia-Franche-Comté, we Francji.
Jest przystankiem kolejowym Société nationale des chemins de fer français (SNCF), obsługiwanym przez pociągi TER Bourgogne.